# Obed Zamora Sánchez
Obed Zamora Sánchez (Tuxpan, Veracruz, 10 de marzo de 1934 - † 5 de noviembre del 2012). Fue un reconocido Doctor, Cronista Vitalicio de este municipio, exdirector de Educación y Cultura, Fundador de "Cronistas de Veracruz A.C", además publicó el libro “Tuxpan, crónicas de su ciudad y puerto” que recopila historias, anécdotas, pasajes, episodios de Tuxpan.

## Semblanza biográfica
Obed Zamora Sánchez nació el 10 de marzo de 1934, en esta ciudad y puerto, Médico de profesión egresado de la Universidad Veracruzana y posteriormente realizó su especialidad en Pediatría en la Universidad Nacional Autónoma de México.
Fue cronista vitalicio de la ciudad de Tuxpan Veracruz y exdirector de Educación y Cultura de este Ayuntamiento, También fue jefe del área de pediatría del hospital civil regional de Tuxpan, presidente del Consejo Consultivo de la Ciudad, presidente de la sociedad médica tuxpeña, y presidente de la Asociación de Cronistas del Estado de Veracruz.
Como historiador colaboró con diversas publicaciones locales, regionales y estatales como Revista Praxis de Tuxpan Veracruz, semanario Norte de Tuxpan, Periódico El Puerto, Noreste de Tuxpan y Diario de Xalapa. Gran parte de su vida se dedicó más de 50 años de periodismo cultural.
Recientemente publicó el libro"“Tuxpan, crónicas de su ciudad y puerto"  en donde el presidente de los cronistas de Veracruz Leonardo Zaleta lo definió como un "connotado ciudadano le ha dado lustre a Tuxpan en los foros donde se ha presentado, dentro y fuera del país. Esposo ejemplar, padre estricto y cariñoso, abuelo tierno y consentidor, es además un admirable amigo. Mereció el título de Cronista de la Ciudad que le fue otorgado por el Ayuntamiento en sesión de cabildo 1992, encomienda que ha cumplido cabalmente dándole prestigio a esta distinción. Dos instituciones nacieron al calor de su entusiasmo y visión: La Presidencia de la Sociedad Médica Serrana-Costeña, la fundación de la Sala de Pediatría del Hospital Alcázar en 1963 y la fundación de la Asociación de Cronistas de Veracruz en octubre de 1998 de la que fue su presidente en tres periodos" detalló el cronista de Poza Rica.
Estuvo casado con su única esposa, la Sra. Áurea Silvia Escudero desde 1964 y tuvieron 5 hijos: Silvia Mónica, María Gabriela, Obed, Rodrigo y Brianda Zamora Escudero y 9 nietos.
Obed Zamora enfrentó con valor sus padecimientos físicos, que no lo hicieron rendirse, porque hasta antes de su fallecimiento planeaba nuevas obras históricas sobre Tuxpan, la historia de esta ciudad fue su pasión y su fortaleza, falleció en la mañana del lunes 5 de noviembre debido a una larga enfermedad renal que había agotado su corazón.